# Eisenhuth Reservoir
Das Eisenhuth Reservoir ist ein kleiner Stausee im Schuylkill County, US-Bundesstaat Pennsylvania. Es dient der Wasserversorgung.
Das Absperrbauwerk am Eisenhuth Run, ein knapp 14 Meter hoher Erddamm, wurde 1874/75 von der Pottsville Water Company errichtet. Der Stausee selbst hat eine Fläche von rund 28 Hektar und ein Speichervermögen von 1,3 Mio. Kubikmetern.
Das Eisenhuth Reservoir gehört über Eisenhuth Run und Mill Creek zum Einzugsgebiet des Schuylkill River.